# Jacob Slavenburg
Jacob Slavenburg (Gorinchem, 1943) is een Nederlands cultuurhistoricus en gespecialiseerd in vroegchristelijke stromingen, hermetica en mysteriën.

## Leven en werk
Slavenburg studeerde geschiedenis en specialiseerde zich in de gnostiek en de hermetica. Hij schreef een groot aantal boeken over het christendom, esoterische stromingen, mystiek, spiritualiteit en de gnosis. Slavenburg ziet een continuïteit tussen de hermetische gnosis door de geschiedenis heen tot aan vandaag.
Slavenburg meent dat het oudste (joodse) christendom oorspronkelijke opvattingen over Jezus en zijn leringen koesterde die later door de orthodoxie als ketterij zijn afgewezen. Veel van die vermeend oorspronkelijke opvattingen zouden doorgegeven zijn door de gnostiek. Hij is het eens met de conclusie van met de gnostiek sympathiserende theoloog Gilles Quispel dat het oudste deel van het Evangelie van Thomas stamt uit de Jeruzalemse gemeente rond het jaar 40 na Chr.
Slavenburg houdt lezingen. Hij geeft cursussen en verzorgt seminars voor onder meer het Jungiaans Instituut in Nijmegen, waar hij ook als docent aan verbonden is. Tevens is hij als docent verbonden aan de Academy Depth Psychology en de Academie voor Geesteswetenschappen in Utrecht. Een aantal van zijn boeken is vertaald. Slavenburg is mede-'vertaler' van de Nag Hammadi-geschriften. Hij biedt ook een digitale cursus aan. 
Met Jeroen Windmeijer schreef hij de thrillers.

## Werk (selectie)
- H.P. Blavatsky: de theosofie en de meesters, Deventer, Ankh-Hermes, 1991
- Rudolf Steiner; een vernieuwer van het oude weten, Ankh Hermes, 1990.
- De verloren erfenis. Inzicht in de ontwikkeling van het christendom (met het accent op de eerste vijf eeuwen), ISBN 9-02025-5975
- Opus Posthuum. Een onthullende blik op het vroegste christendom (30-70 na Chr.), ISBN 9-02028-5599
- Het Thomas-Evangelie. Tekst en toelichting, ISBN 9-02021-3830
- Gnosis, christendom en innerlijke ervaring, ISBN 9-02028-0643
- De geheime woorden. Een ontdekkingstocht door vijfentwintig eeuwen gnosis, Ankh Hermes 1989, ISBN 9-02028-1119
- Maria Magdalena en haar evangelie, ISBN 9-02028-2913
- Gnosis, kennis van het hart, ISBN 9-02028-1461
- Een sleutel tot gnosis. Inzicht in de betekenis van de Nag Hammadi-vondst voor de mens van nu, ISBN 9-02028-1127
- De Hermetische schakel, ISBN 9-02028-3200
- De Oerknal van het Christendom. Rozekruis Pers, 2003, ISBN 978-9-06732-2775
- Het openvallend testament. Nieuwe bronnen over Jezus en de vrouw uit Magdala, ISBN 9-02028-2441
- De verborgen leringen van Jezus. Zeven teksten uit het Nijlzand, ISBN 9-02021-0319
- Gnosis. De esoterische traditie van het oude weten, ISBN 9-02021-0262
- Het Evangelie volgens Filippus, ISBN 9-02022-4352
- De 'logische' Jezus. Logos, Christusdimensie en de 21e eeuw, Ankh Hermes, Deventer 1999.
- Valsheid in Geschrifte, De verborgen agenda van bijbelschrijvers, Walburg Pers, Zutphen, ISBN 90-6011-926-6.
- Inleiding tot het esoterisch christendom, Deventer, Ankh Hermes 2005.
- Van Ankh tot Hermes, Ankh Hermes 2005.
- Liefde en inwijding; van mythe naar beleving, Ankh Hermes Deventer 2008, ISBN 9789020202298.
- Het Grote Boek der Apokriefen; geheime vroegchristelijke teksten (red.), Ankh Hermes 2009, ISBN 9789020203578.
- De vrouw die Jezus liefhad; Maria Magdalena: het ontkende mysterie, Walburg Pers Zutphen 2006.
- Het graf van Jezus; het mysterie van de tombe van Jezus, Maria Magdalena en Judas, Walburg Pers, Zutphen 2007, ISBN 9789057305146.
- Vrijen met God, Walburg Pers, Zutphen 2015, ISBN 9789057304859.
- Het verguisde christendom, Walburg Pers, Zutphen 2016, ISBN 9789462491564.
- Een reis langs de mysteriën, Walburg Pers, Zutphen, 2017, ISBN 9789462492394 (ook met films eventueel)
- samen met Willem Glaudemans: De Nag Hammadi-geschriften, Utrecht 2004.
- samen met John van Schaik: Trilogie over westerse esoterie (AnkhHermes, Deventer):
- Westerse esoterie en oosterse wijsheid;
- Geheimen en onthullingen van de westerse esoterie;
- Bronnen van de westerse esoterie.
- Hermes Trismegistus, Walburg Pers, Zutphen 2020
- Het Isisgeheim, HarperCollins Holland 2020, ISBN 9789402704976 (samen met Jeroen Windmeijer)
- Het Evacomplex, HarperCollins Holland 2021 ISBN 9789402707212 (samen met Jeroen Windmeijer)
- De Magdalenacodex, HarperCollins Holland 2022 ISBN 9789402711370 (samen met Jeroen Windmeijer)

## Bestseller 60
| Boeken met noteringen in de Nederlandse Bestseller 60 | Jaar van verschijnen | Datum van binnenkomst | Hoogste positie | Aantal weken | Opmerkingen                           |
| ----------------------------------------------------- | -------------------- | --------------------- | --------------- | ------------ | ------------------------------------- |
| Het Isisgeheim                                        | 2020                 | 11-02-2020            | 37              | 3            | in samenwerking met Jeroen Windmeijer |
| De Magdalenacodex                                     | 2022                 | 19-10-2022            | 24              | 3            | in samenwerking met Jeroen Windmeijer |